# Roberto José da Silva
Roberto José da Silva (ur. 18 marca 1965 w Santos Dumont) – brazylijski duchowny katolicki, biskup Janaúba od 2019.

## Życiorys
4 grudnia 1994 otrzymał święcenia kapłańskie i został inkardynowany do archidiecezji Juiz de Fora. Pracował głównie jako duszpasterz parafialny, przez wiele lat był też pracownikiem archidiecezjalnego seminarium (w latach 2016–2019 był jego rektorem). W latach 2009–2011 pełnił funkcję kanclerza kurii.
12 czerwca 2019 papież Franciszek mianował go biskupem diecezji Janaúba. Sakry udzielił mu 17 sierpnia 2019 arcybiskup Gil Antônio Moreira. 